# إيان جودفيلو
إيان جودفيلو أو إيان كودفيلو (من مواليد 1985 أو 1986) يعمل باحثًا في مجال التعلم الآلي، ويشغل حاليا منصب مدير للتعلم الآلي في مجموعة المشاريع الخاصة في شركة ابل. كان يعمل سابقًا كعالم أبحاث في كوكل برين. قدم العديد من المساهمات في مجال التعلم العميق.

## السيرة الشخصية
حصل كودفيلو على درجة البكالوريوس والماجستير في علوم الكمبيوتر من جامعة ستانفورد تحت إشراف اندرو نغ، ودكتوراه. في التعلم الآلي من جامعة مونتريال في أبريل 2014، تحت إشراف يوشوا بنجيو وآرون كورفيل. أطروحته بعنوان «التعلم العميق للتمثيلات وتطبيقها على رؤية الكمبيوتر». بعد التخرج، انضم كودفيلو إلى شركة كوكل كجزء من فريق أبحاث كوكل برين. ثم غادر كوكل للانضمام إلى معهد أوبن أيه آي الذي تم إنشاؤه حديثًا في حينها. عاد إلى شركة كوكل في مارس 2017.
يشتهر كودفيلو باختراعه شبكات الخصومة التوليدية. وهو أيضًا المؤلف الرئيسي للكتاب الاكاديمي التعلم العميق. في شركة كوكل، طور نظامًا يمكّن خرائط كوكل من نسخ العناوين تلقائيًا من الصور التي التقطتها سيارات التجوّل الافتراضي وأظهر نقاط الضعف الأمنية لأنظمة التعلم الآلي.
في عام 2017، تم ادراج كودفيلو في إم آي تي تكنولوجي ريفيو في قائمة 35 مخترع تحت عمر 35. في عام 2019، تم إدراجه في قائمة فورين بوليسي التي تضم 100 مفكر عالمي.
في عام 2019، غادر كودفيلو شركة كوكل وانضم إلى شركة ابل كمدير للتعلم الآلي.